# Jamtli
Jamtli är ett regionalt museum för Jämtlands län i Östersund.  Museet består av ett friluftsmuseum med kulturhistoriska byggnader och ett inomhusmuseum. År 2018 tillkom en konsthall, som är en filial till Nationalmuseum.
Länsmuseet grundades av Jämtlands läns fornminnesförening, Jämtlands läns konstförening samt Föreningen Jämtslöjd år 1912. Museibyggnaden, ritad av arkitekten Frans Bertil Wallberg, invigdes i september 1930. År 1974 ombildades museet till en stiftelse av Jämtlands läns landsting och Östersunds kommun. I samband med detta slogs friluftsmuseet Jamtli och länsmuseet samman. Ett nytt museum, beläget nedanför det ursprungliga museet, började byggas 1990 och invigdes år 1995. 
Jämtlands läns museum använder sedan år 2008 namnet Jamtli. Jamtli var tidigare den rena utomhusmuseiverksamheten, medan Jämtlands läns museum var det ursprungliga länsmuseet.
Som första museum i Sverige började Jamtli 1984 att arbeta med så kallad "levande historia". Aktörer flyttade in i miljöerna och gestaltade vardagslivet, som det var förr i tiden. Projektet fick namnet Jamtli Historieland år 1986. Denna satsning har medverkat till att museet har blivit ett av länets mest populära turistmål, särskilt bland barnfamiljer. Jamtli har vunnit en rad priser de senare åren, bland andra Barnens turistpris 2006.
Museet utger sedan 1913 regelbundet årsboken Jämten.
Jamtli utsågs 2013 till Årets museum.

## Namnet
Jamtli är ett jämtskt ord och betyder  ’jämtars lid’. Vid bildandet av museet anordnades en namntävling. Personer från Jämtlands län fick komma med förslag och många kom in, bland annat Väktarvallen, Oldborgen, Bolbyn och Nifsåsen. Arbetsutskottet fastnade emellertid vid de två förslagen Fornvallen och Jamtli, det senare föreslogs av konstnären och stationsinspektoren Karl Tirén. Namnförslagen diskuterades och man beslöt sig för kompromissen Fornvallen Jamtli. Framtiden fick utvisa vilket av namnen som var mest gångbart.

## Historik

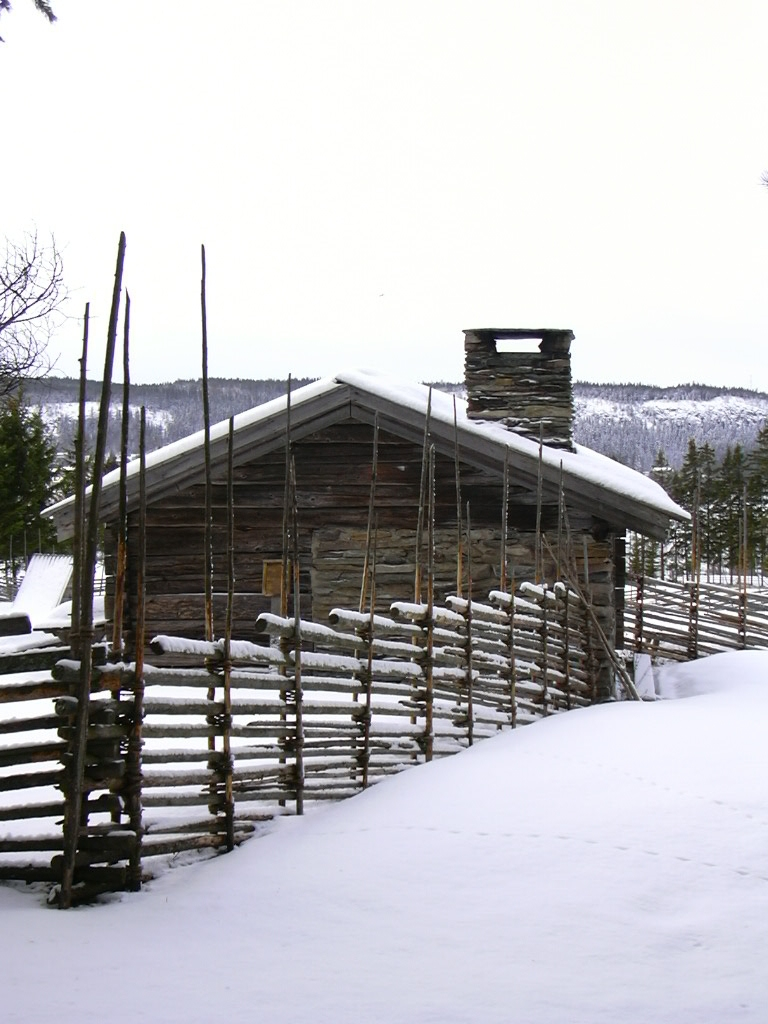
Jämtsk fäbod bakom en traditionell gärdesgård på Jamtli historieland.

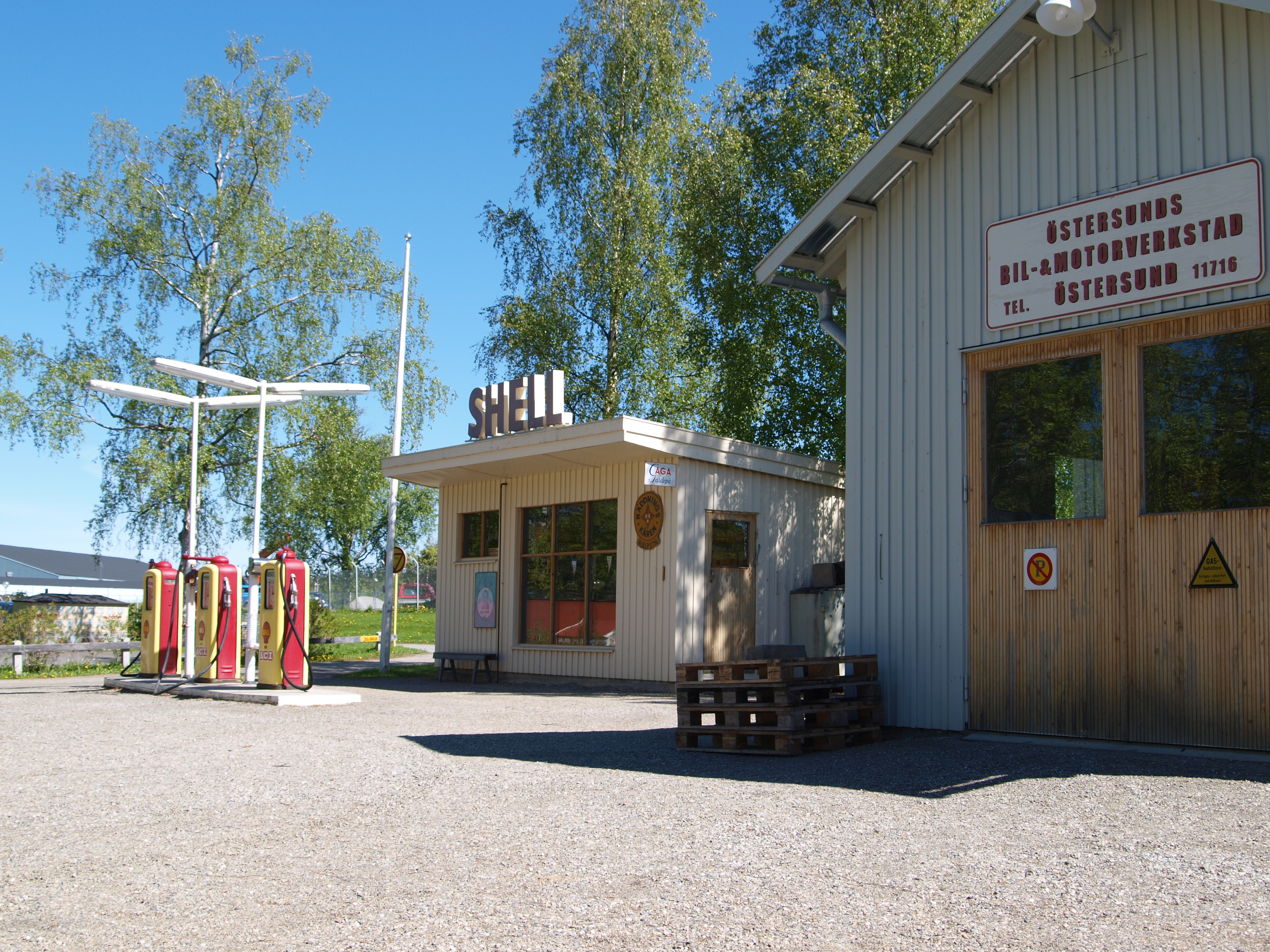
Bensinmack från 1950-talet på Jamtli historieland.

Jamtli har sitt ursprung i Jämtlands läns fornminnesförening, bildad den 23 oktober 1886, på Östersunds hundraårsdag.
Friluftsmuseet anlades år 1912 på initiativ av landshövdingsfrun Ellen Widén (1866–1944) och föreningen Jämtslöjd (bildad 1908) sedan stadsfullmäktige i Östersund upplåtit den stora fastigheten Björkhem i den nordvästliga utkanten av staden för ändamålet. Huvudbyggnaden på Björkhem byggdes om i fornnordisk stil till den ännu existerande och populära Restaurang Hov. Friluftsmuseet Maihaugen i Lillehammer var den stora förebilden för Jamtli. Som ett av de första museerna utanför storstäderna fick Jamtli samma år en fackutbildad chef i den hackåsbördige eldsjälen Eric Festin (1878–1945) och han ledde museet i hela 33 år ända fram till sin död. 
Kärnverksamheten bestod i insamling och utställning av historiska byggnader och föremål. Man anordnade dessutom spelmansstämmor och kurser i folkdans och traditionellt hantverk. Syftet var att bevara ett folkligt kulturarv som ansågs hotad av industrialiseringen. Den ideologiska drivkraften bakom detta projekt kan spåras till de nationalromantiska strömningar som på 1800-talet svepte över Europa. Under de närmaste åren efter grundandet fylldes området efterhand med byggnader, bland annat Hackåsgården, Tingshuset, Lillhärdalsgården och Hammerdalsgården. 
Med syfte att verka för uppförande av en museibyggnad bildades Jämtlands läns museiförening år 1922. År 1928 började museiföreningen tillsammans med Jämtland läns konstförening att bygga ett hus, som ritades av Frans B. Wallberg (1862–1935). Museet invigdes den 6 september 1930 och rymde utställningar av arkeologiska fynd, etnografiska föremål, textilier och konst. Överhogdalsbonaderna, världens äldsta och bäst bevarade vikingatida bildvävar och museets främsta klenoder, fick en central placering.
Under perioden 1931–38 var Hanna Rydh (1891–1964) en central gestalt i museets utveckling. Hon intresserade sig särskilt för hemslöjden, och genomförde bland annat ett projekt med syfte att spåra och rekonstruera folkdräkter för länets socknar. Under 1940-talet utvidgades Jamtliområdet mot norr och fäbodar samt en skogsby tillkom. År 1945 övertog Lennart Björkqvist (1899–1974) posten som landsantikvarie och museichef, och under hans ledning började 1943 artistuppträdanden att arrangeras under namnet Jamtlikväll. Detta blev ett populärt evenemang som fortsatte varje sommar fram till 1979. Under åren 1967–1971 leddes museet av landsantikvarie Göran Rosander (1933–1996). Han lyckades öka museets besökssiffror genom en stor utställningsproduktion, och initierade även etnologiska och lokalhistoriska undersökningar i länet. År 1971 övertog Sten Rentzhog tjänsten som landsantikvarie. Han vidareutvecklade arbetet med att vitalisera och modernisera Jamtli. 
År 1974 omorganiserades länsmuseet till en stiftelse med Jämtlands läns landsting, Östersunds kommun, föreningen Heimbygda (bildad 1923) och Jämtlands läns konstförening (bildad 1912) som stiftare. Inspirerad av så kallad levande historia utvecklades på 1980-talet verksamheten Jamtli Historieland med de historiska miljöerna som kulisser för rollspel, där livet förr i tiden gestaltas. År 1993 började ett nytt museum att byggas med Jörgen Grönvik (född 1936) som arkitekt. Detta invigdes 1995, med moderna faciliteter utställningar om länets historia, skapade under ledning av Ulla Oscarsson. 
Byggnaden från 1930 inrymmer i dag kontorslokaler och stödfunktioner, däribland arkiv och en av landets största fotosamlingar. Som länsmuseum har Jamtli ansvar för hela länets kulturarv och driver en omfattande verksamhet i länet, särskilt inom arkeologi och byggnadsvård. Under ledning av Henrik Zipsane har museet sedan 2002 samtidigt i större utsträckning börjat arbeta utifrån ett europeiskt perspektiv, och deltar i en rad samarbetsprojekt med museer i hela Europa. Hösten 2019 tillträdde Olov Amelin som museichef.

## Vänförening

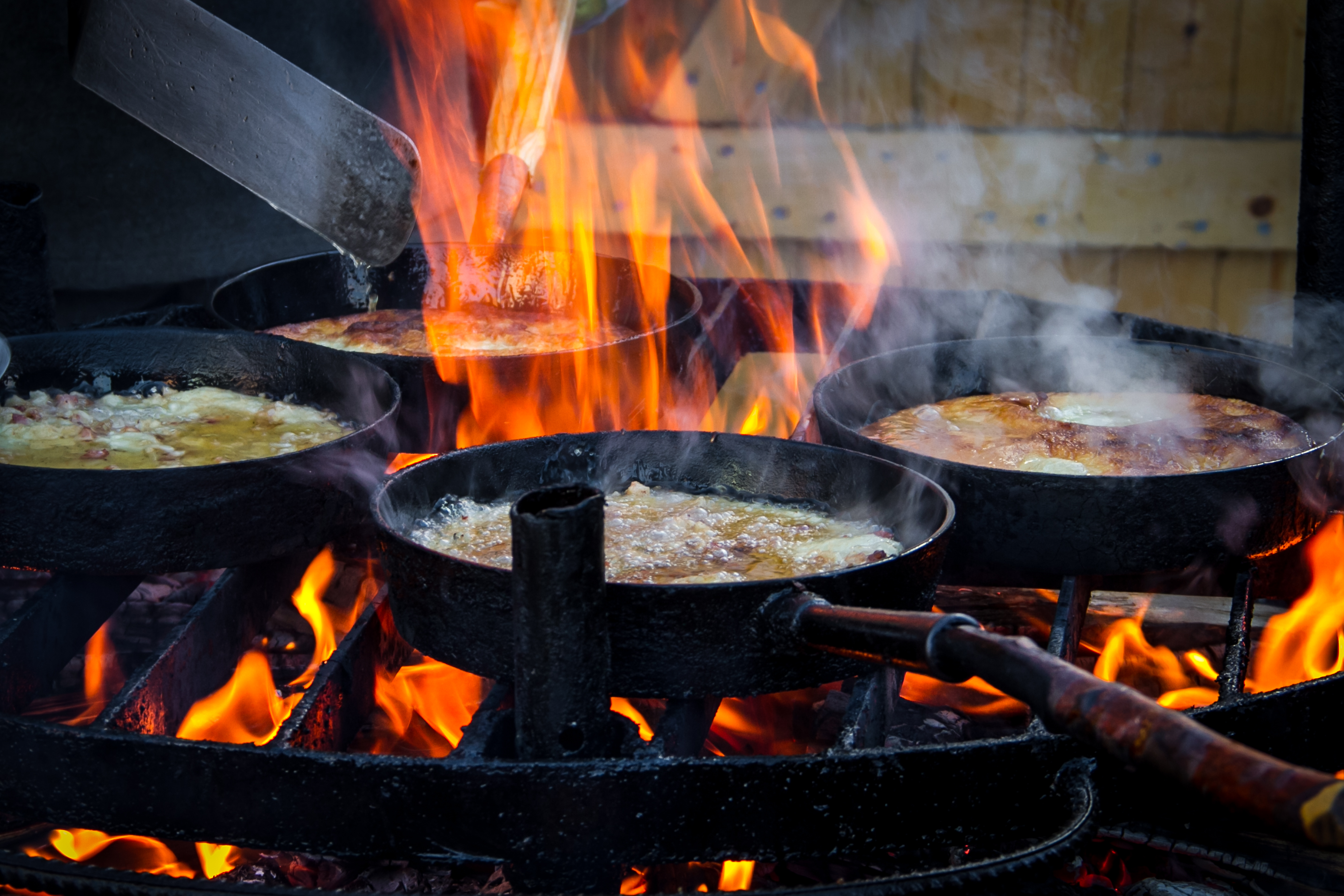
Kolbullar tillagade av Jamtlis Gynnare vid Gregoriemarknaden i Östersund 2013.

Vänföreningen "Jamtlis Gynnare" stödjer Jamtlis verksamhet, medverkar för att levandegöra gångna tiders kultur och historia samt för kunskap i hantverk och slöjd vidare till nya generationer. Föreningen deltar i Jamtlis arbete genom en rad olika volontäraktiviteter. Bland annat steker man vid evenemang kolbullar, man bakar tunnbröd och agerar som värdar. 
Jamtli arbetar aktivt med att utveckla volontärverksamheten. 2018 startade man tillsammans med Skansen ett nätverk för volontärsamordnare inom Sveriges museer.

## Nationalmuseum Jamtli
Jamtli har fått finansiering från bland annat EU:s strukturfonder för att starta Nationalmuseums första filial i Östersund. Det är ett samarbete mellan Jamtli och Nationalmuseum. En konsthall, ritad av Henning Larsen Architects, invigdes den 17 juni 2018 i syfte att sprida möjligheter för flera att ta del av Nationalmuseums samlingar.